# Drepanoxiphus gradatus
Drepanoxiphus gradatus är en insektsart som beskrevs av Max Beier 1960. Drepanoxiphus gradatus ingår i släktet Drepanoxiphus och familjen vårtbitare. Inga underarter finns listade i Catalogue of Life.